# 诺埃勒塞尔讷
诺埃勒塞尔讷（法語：Noël-Cerneux，法語發音：[nɔɛl sɛʁnø]）是法国杜省的一个市镇，位于该省东南部，属于蓬塔利耶区。

## 地理
诺埃勒塞尔讷（47°6'5"N, 6°39'49"E）面积6.36 平方千米，位于法国勃艮第-弗朗什-孔泰大區杜省，该省份为法国东部内陆省份，北起上索恩省，西接汝拉省，东部及东南部与瑞士接壤，东北部与贝尔福地区省接壤。
与诺埃勒塞尔讷接壤的市镇（或旧市镇、城区）包括：勒比佐、勒贝略、拉舍纳洛特、莱凡、维莱勒拉克。

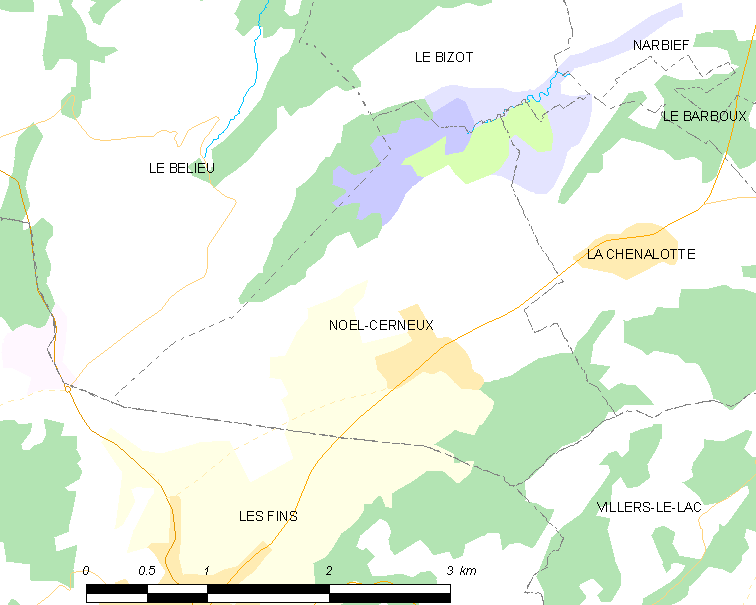
诺埃勒塞尔讷的OSM定位图

诺埃勒塞尔讷的时区为UTC+01:00、UTC+02:00（夏令时）。

## 行政
诺埃勒塞尔讷的邮政编码为25500，INSEE市镇编码为25425。

## 政治
诺埃勒塞尔讷所属的省级选区为莫尔托县。

## 人口

1962-2008年间诺埃勒塞尔讷人口变化图示

诺埃勒塞尔讷于2022年1月1日时的人口数量为455人。